# Hurlements 7
Série Hurlements
Hurlements 6
(1991) Full Moon Renaissance
(2011)
Pour plus de détails, voir Fiche technique et Distribution.
Hurlements 7 : Nuits de pleine Lune (Howling: New Moon Rising) est un film d'horreur britannique réalisé par Clive Turner, sorti directement en vidéo en 1995. Le film est sorti en vidéo sous le titre Nuits de pleine lune en France.

## Synopsis
La quiétude de Pioneertown, petite bourgade au cœur du désert californien, est brutalement interrompue par une série de meurtres abominables et une terreur sans nom s'empare de la population à chaque pleine lune. Impuissante, la police finit par redouter l'existence d'une créature surnaturelle : une telle sauvagerie serait-elle l'œuvre d'un loup-garou ?

## Fiche technique
- Titre original : Howlings VII
- Titre français : Nuits de pleine lune
- Réalisateur : Clive Turner
- Scénario : Clive Turner, d'après le roman de Gary Brandner
- Musique : Guy Moon
- Photographie : Andreas Kossak
- Montage : Clive Turner
- Producteur : Harvey Goldsmith, Edward Simons et Clive Turner
- Société de distribution :  New Line Cinema
- Langue : anglais

## Distribution
- John Ramsden : Detective
- Ernest Kester : Ernie
- Clive Turner : Ted Smith
- John Huff : père John
- Elizabeth Shé : Mary Lou
- Jaqueline Armitage : Jaqueline
- Jim Lozano : Jim